# Station Hamburg-Klein Flottbek
Station Hamburg-Klein Flottbek (Botanischer Garten) (Bahnhof Hamburg-Klein Flottbek (Botanischer Garten), kort Bahnhof Klein Flottbek) is een spoorwegstation in het stadsdeel Nienstedten van de Duitse plaats Hamburg, in de gelijknamige stadstaat. Het station is onderdeel van de S-Bahn van Hamburg en alleen treinen van de S-Bahn kunnen hier stoppen. Het station ligt aan de spoorlijn Hamburg-Altona - Wedel en is geopend op 19 mei 1867. Het station heeft twee perronsporen aan één eilandperron.

## Locatie
Het station bevindt zich in Nienstedten aan de noordoostelijke stadsdeelgrens bij Osdorf. Noordelijk van het station bevindt zich de botanische tuin van Hamburg (Loki-Schmidt-Garten) en het Biozentrum van de Universiteit Hamburg. Hier komt ook de toevoeging bij de stationsnaam vandaan: Botanischer Garten. Zuidelijk van het station ligt de Derbypark Klein Flottbek.
Het postadres van het station is Jürgensallee 66.

## Geschiedenis
De op 19 mei 1867 geopende station ontstond bij de bouw van de Altona-Blankeneser Eisenbahn. Het ging oorspronkelijk om een station voor personen- en goederenverkeer. De toegang tot het perron was toen alleen aan de westzijde met een onderdoorgang. Na de stillegging van het goederenvervoer werd het stationsgebouw verkocht en de toegang tot het perron verlegd. De houten, begin 20e eeuw gebouwde overkapping werd daarbij verlengd en bestaat grotendeels nog tot vandaag de dag.

## Stationsgebouw
Het stationsgebouw is in stijl met veel rondbogen. In de jaren '90 werd het stationsgebouw gerenoveerd en kwam het in private handen. Tegenwoordig heeft het een monumentale status.

## Uitrusting
Het station beschikt over een eilandperron. De toegang tot het perron is via een onderdoorgang, die van de Jürgensallee en de straat Am Klein Flottbeker Bahnhof vanuit het zuiden en vanaf de Ohnhorststraße te bereiken is. Tegenwoordig kan het perron ook via een lift bereikt worden.
Bij het station zijn fietsenstallingen. Een bushalte bevindt zich in de Ohnhorststraße.

## Treinverbindingen
De volgende S-Bahnlijn doet station Klein Flottbek aan:
| Serie | Treinsoort        | Route | Bijzonderheden |
| ----- | ----------------- | --- | -------------- |
|       | S-Bahn (DB Regio) | Hamburg Airport – /Poppenbüttel – Ohlsdorf – Barmbek – Berliner Tor – Hauptbahnhof – Altona – Klein Flottbek – Blankenese – Wedel |                |